# Bilderzeugung
Bei der Bilderzeugung werden geometrische Informationen in ein visualisierbares Bild umgewandelt.

## Arten der Bilderzeugung
Bei der Bilderzeugung ist zu unterscheiden, ob
- ein reales Objekt mit einem Bildaufnahmegerät zum Zwecke der Informationsgewinnung aufgenommen wird, wofür zum Beispiel bildgebende Verfahren eingesetzt werden können,
- ein digitales Bild mit Hilfe der Computergrafik virtuell erzeugt werden, oder
- eine vorhandene Information mit einem Bildwiedergabegerät in einem Bild dargestellt wird, wofür häufig Rastergrafiken verwendet werden.

### Bildeigenschaften
Ferner kann bei der Bilderzeugung grundsätzlich zwischen folgenden Bildeigenschaften unterschieden werden:
- Stehbilder und Bewegtbilder
- Monochrome und polychrome Bilder
- Zweidimensionale und dreidimensionale Bilder

### Kombinationen
In manchen Geräten, wie zum Beispiel Digitalkameras, sind sowohl Bildaufnahme- als auch Bildwiedergabefunktionen vorhanden.
Bei der Kombination von der Erzeugung von digitalen Bildern von realen Gegenständen mit der Bildwiedergabe in Echtzeit wird von virtueller Realität gesprochen. Wenn auch noch virtuell erzeugte Bildinhalte hinzukommen, wird von erweiterter Realität gesprochen.
Streaming Media (wörtlich aus dem Englischen: das Fließen oder Strömen von Medien oder: strömende Medien), allgemeinsprachlich meist nur Streaming, bezeichnet
Die gleichzeitige Übertragung und Wiedergabe von Bewegtbilddaten über ein Rechnernetz per Datenstrom wird Streaming genannt.

## Bildaufnahmegeräte

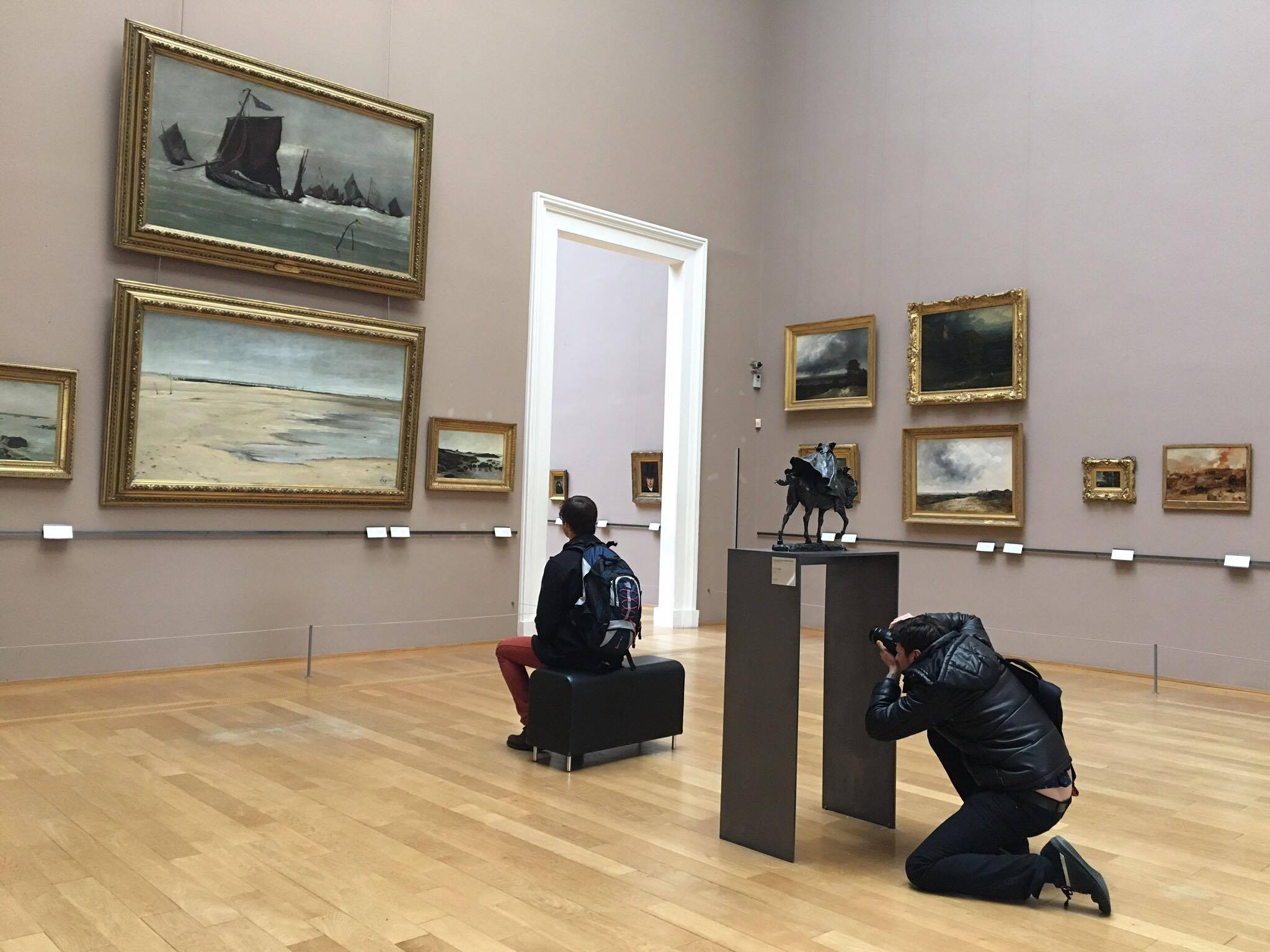
Eine fotografische Aufnahme von der fotografischen Bilderzeugung von einem Bildbetrachter und den betrachteten Bildern

In vielen Bildaufnahmegeräten wird bei der Bilderzeugung eine optische Abbildung verwendet. Kameras und Röntgengeräte erzeugen reelle Bilder, wohingegen Mikroskope oder Teleskope auch virtuelle Bilder erzeugen können, die nicht direkt registriert, sondern mit dem bloßen Auge betrachtet werden.
In der Stereoskopie wird auch räumliche Information aufgenommen. Omnidirektionale Kameras nehmen mit einer einzelnen Aufnahme den gesamten Raumwinkel auf.
Dunkle Objekte können durch die Verwendung von Lichtquellen wie zum Beispiel Blitzlichter oder Scheinwerfer aufgehellt werden.

## Bildspeicherung
Wenn reelle Bilder nicht unmittelbar wiedergegeben werden sollen, können sie mit einem fotografischen Film oder einem Bildsensor aufgefangen werden. Wenn der Film entwickelt wurde oder die Signale des Bildsensors nach der Digitalisierung und einer Bildverarbeitung in einem vorgegebenen Farbraum nichtflüchtig gespeichert wurden, können diese gespeicherten Bilddaten zu einem späteren Zeitpunkt beispielsweise mit einem Bildbetrachter wiedergegeben werden. In der Digitaltechnik können Bilder auch nur kurzzeitig in einem flüchtigen Datenspeicher gehalten und in Echtzeit über Live-View  angezeigt werden.
Digitale Daten können beliebig häufig ohne Informationsverlust kopiert werden.
Mit Computern können digital gespeicherte Bilder bearbeitet und somit verändert werden. Hierbei können die Bilder manipuliert werden, was auch als Digital tampering bezeichnet wird. Deepfakes (aus den Begriffen „Deep Learning“ und „Fake“ zusammengesetzt) beschreiben unter anderem realistisch wirkende Bilder, die durch computerbasierte Techniken verfremdet worden sind. Die digitale Bildforensik beschäftigt sich mit der Aufdeckung solcher Vorgänge.

## Bildwiedergabegeräte

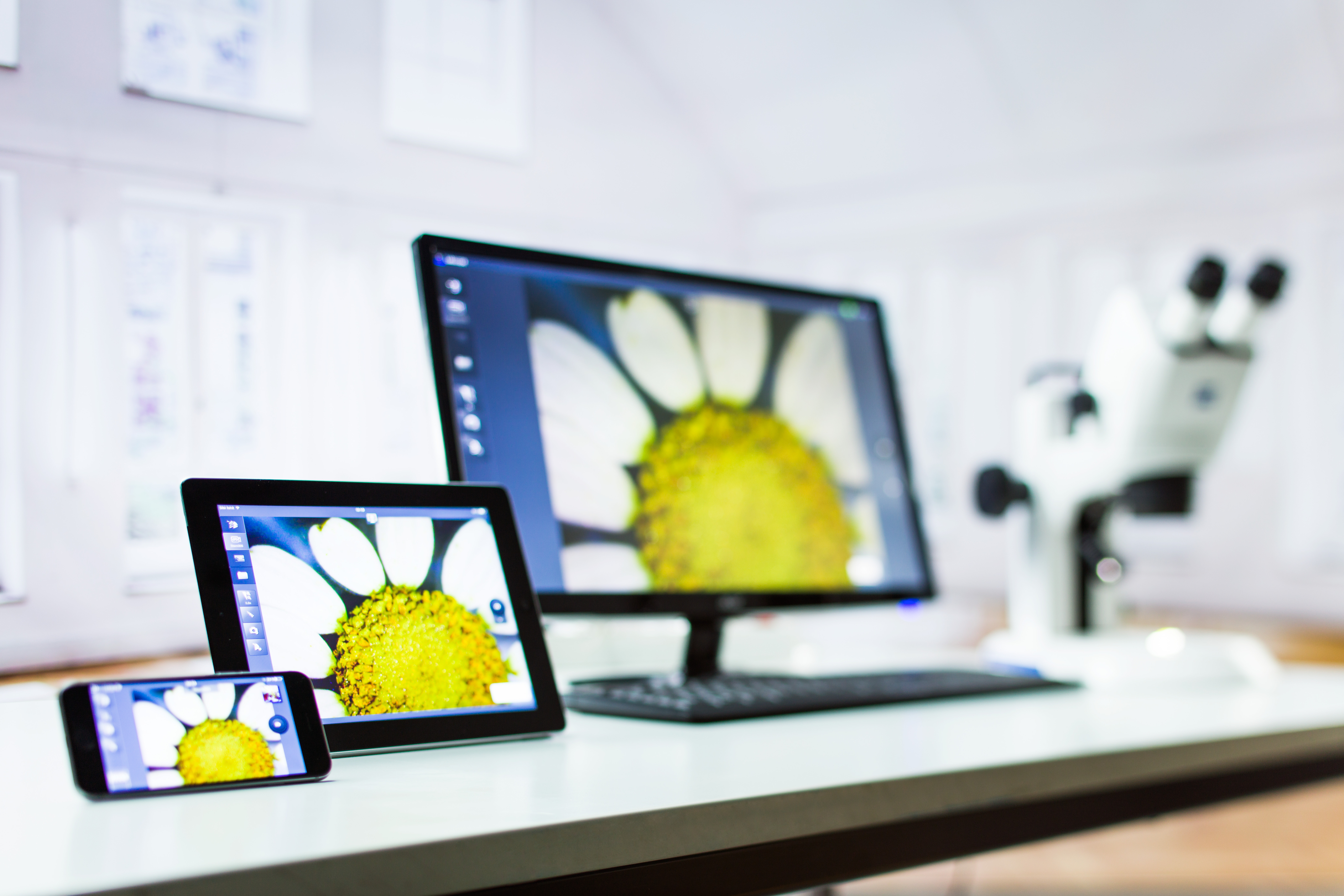
Drei Bildwiedergabegeräte mit verschiedener Größe, die das Bild eines Auflichtmikroskops rechts im Hintergrund anzeigen

Typische Bildwiedergabegeräte sind Bildschirme, Drucker oder Projektoren.
Hierbei kann für die Bildwiedergabe das Licht einer Lichtquelle räumlich und zeitlich moduliert werden, wie zum Beispiel mit einem Grating Light Valve, in einer Kathodenstrahlröhre, einem Laserscanner oder einer Flüssigkristallanzeige. Es können auch mehrere Lichtquellen gleichzeitig eingesetzt werden, die rasterartig angeordnet sind und einzeln angesteuert werden können, wie zum Beispiel bei Plasmabildschirmen oder OLED-Bildschirmen.
Bei Druckern ist nach der Bilderzeugung eine Lichtquelle zur Betrachtung erforderlich. Für eine farbechte Wiedergabe kann hierzu Normlicht eingesetzt werden.
Bei älteren Bildschirmen wird durch einen modulierten und gerasterten Elektronenstrahl auf einer Schicht mit einem lumineszierenden Leuchtstoff ein reelles Bild erzeugt. Bei der Verwendung von verschiedenfarbigen Leuchtstoffen kann auch die Bilderzeugung in einer Farbbildröhre realisiert werden.
Einige Bildwiedergabegeräte wie Diabetrachter und elektronischer Sucher benötigen Bildgeber, deren reelle Bilder mit Hilfe eines Okulars in virtuelle Bilder übertragen werden.
Ein reelles Bild wird im Allgemeinen auf einer Bildwand abgebildet. Wenn der Bildgeber für eine solche optische Abbildung selber kein Licht erzeugt, sondern eine zusätzliche Lichtquelle mit einem entsprechenden Beleuchtungsstrahlengang benötigt, wird in der Regel ein verflochtener Strahlengang eingesetzt.
Für Bildgeber von digitalen Projektoren oder elektronischen Suchern können verschiedene bildgebende Elemente benutzt werden, wie zum Beispiel ein Mikrospiegelaktor, ein Eidophor, eine Flüssigkristallanzeige, eine Anzeige mit der LCoS-Technologie oder ein OLED-Mikrodisplay.